# Ceratonereis pietschmanni
Ceratonereis pietschmanni är en ringmaskart som först beskrevs av Holly 1935.  Ceratonereis pietschmanni ingår i släktet Ceratonereis och familjen Nereididae. Inga underarter finns listade i Catalogue of Life.